# 1525 en musique classique
| \| • Retour à la chronologie générale de la musique classique • \| |
| Grèce • Rome • Haut Moyen Âge • VIIIe siècle • IXe siècle • Xe siècle • XIe siècle XIIe siècle • XIIIe siècle • XIVe siècle • XVe siècle • XVIe siècle • XVIIe siècle XVIIIe siècle • XIXe siècle • XXe siècle • XXIe siècle |
| • Retour à la chronologie générale de la musique classique • |

| Années en musique classique : 1522 - 1523 - 1524 - 1525 - 1526 - 1527 - 1528    |
| Décennies en musique classique : 1490 - 1500 - 1510 - 1520 - 1530 - 1540 - 1550 |

## Événements
- Hieronymus Vinders, compositeur franco-flamand, est actif vers 1525-1526.

## Naissances

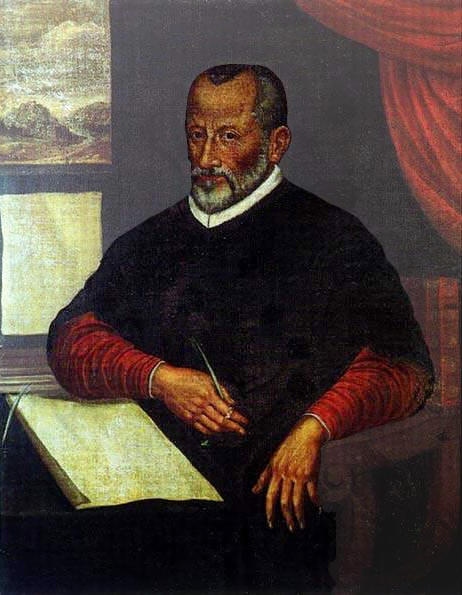
Giovanni Pierluigi da Palestrina

- Benedetto Tola, musicien et peintre italien († 1572).
- Servaes van der Meulen, compositeur franco-flamand († 1592).

Vers 1525 :
- John Blitheman, organiste et compositeur anglais († 23 mai 1591).
- Wolfgang Figulus, compositeur, théoricien de la musique allemand et Thomaskantor († 1589).
- Giovanni Pierluigi da Palestrina, compositeur italien († 1594).

Vers 1521-1525 :
- Alamanno Layolle, organiste et compositeur franco-italien († 19 septembre 1590).

## Décès
- Marchetto Cara, compositeur, luthiste et chanteur italien (° vers 1470).